# Eustennogaster fuscipes
Eustennogaster fuscipes är en getingart som först beskrevs av Cameron 1909.  Eustennogaster fuscipes ingår i släktet Eustennogaster och familjen getingar. Inga underarter finns listade i Catalogue of Life.